# Epitola virginea
Epitola virginea är en fjärilsart som beskrevs av Bethune-Baker 1904. Epitola virginea ingår i släktet Epitola och familjen juvelvingar. Inga underarter finns listade i Catalogue of Life.